# 通布图陨击坑
通布图陨击坑（Timbuktu）是火星珍珠湾区的一座古老陨石坑，其中心坐标位于南纬5.7度、西经37.6度处，直径约65.68公里（40.18英里），由于该陨坑布满众多裂缝，构成不规则的形状，类似非洲马里通布图古城中的街道，因而被命名为通布图陨击坑，1976年，该名称被国际天文联合会正式批准接受。

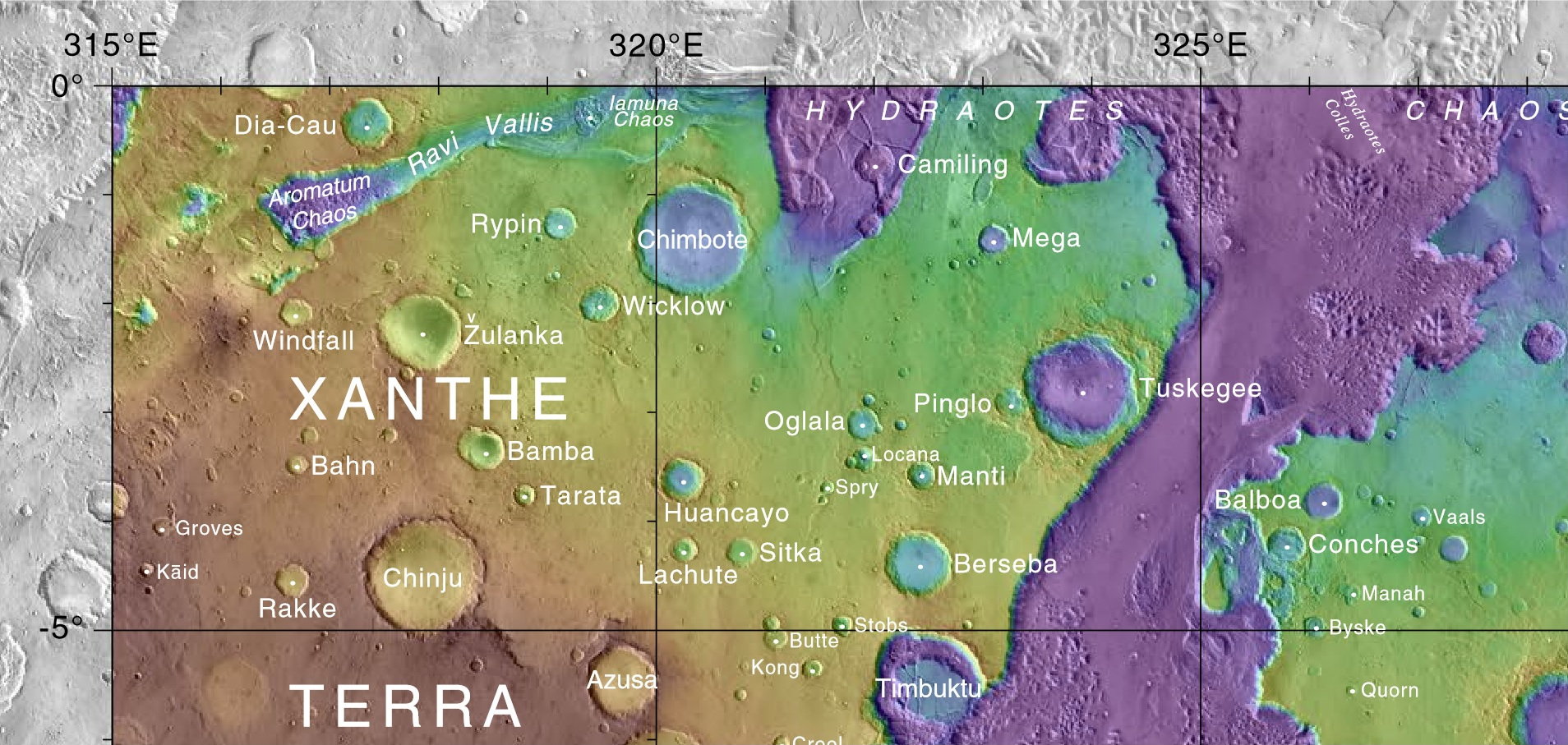
显示了通布图陨击坑位置及附近其他特征的地图。

## 另请查看
- 火星气候
- 火星地质
- 撞击坑
- 火星撞击坑
- 火星矿石资源
- 行星体系命名法